# Заседнал в наноса
„Заседнал в наноса“ (на английски: Log Jammed) е американски анимационен филм от 1959 година, създаден от Уолтър Ланц като част от поредицата за Уди Кълвача.

## Сюжет
Френско-канадския дървосекач Пиер де Уудчопър открива подходящо дърво за отсичане, дърво, което всъщност е щастливия дом на Уди Кълвача. Той е принуден да изостави своето дърво – къща когато то пада в реката, заедно с други трупи, благодарение на брадвата на дървосекача. Дървото се забива в средата на речен нанос от други стволове, дънери и клони, и по този начин попречва на наноса да продължи по течението на реката. Ако то падне, наноса ще се развали и освободените трупи ще пометат мелницата на Пиер по-надолу по реката. Уди се заклева да си отмъсти и започва вражда с Пиер. Години по-късно Пиер, вече остарял и с дълга бяла брада продължава на пази дървото в средата на наноса, а Уди, също оцелял продължава враждата си с него.

## В ролите
Персонажите във филма са озвучени с гласовете на:
- Грейс Стафорд като Уди Кълвача
- Доус Бътлър като Пиер де Уудчопър